# Friuli-Venezia Giulia zászlaja
Friuli-Venezia Giulia zászlaját 1967. december 8-án fogadták el, ezzel az olasz régiók ma használt zászlajai közül a leghosszabb múltra tekint vissza. A zászló kék alapon bástyán álló, repülni készülő arany sast ábrázol. A szimbólum a középkorban (a negyedik századtól 568-ig, 606-tól 1238-ig, 1420-tól 1751-ig) az Aquileia-i patriarchátus jelképe volt. A zászló oldalainak aránya 2:3.